# Klapp och klang
Klapp och klang är barnlekar som kan innehålla musik, sång, ramsor, dans, rörelser och rytmik. Det förekommer bland annat inom Svenska kyrkan.